# أوليفر بيرغ
أوليفر بيرغ (بالنرويجية البوكمول: Oliver Berg)‏ هو لاعب كرة قدم نرويجي في مركز الوسط، ولد في 28 أغسطس 1993 في يوفيك في النرويج. لعب مع نادي أود.

## وصلات خارجية
- أوليفر بيرغ على موقع اتحاد النرويج (النرويجية)
- أوليفر بيرغ على موقع اتحاد السويد (السويدية)
- أوليفر بيرغ على موقع قاعدة بيانات كرة القدم.إي يو (الإنجليزية)
- أوليفر بيرغ على موقع Soccerway.com (الإنجليزية)